# ابرو تیمتیک
ابرو تیمتیک ترکی استانبولی: Ebru Timtik، ( ۱۹۷۸ – ۲۷ اوت ۲۰۲۰) وکیل، فعال حقوق بشر و زندانی سیاسی کُرد اهل ترکیه بود. وی بر اثر اعتصاب غذا در یک زندان ترکیه، جان باخت.
ابرو تیمتیک، وکیل وابسته به کانون وکلای حقوقدانان چاغداش استانبول که از سال ۲۰۱۸ میلادی به اتهام عضویت در گروه‌های تروریستی در زندان به سر می‌برد، پس از ۲۳۸ روز اعتصاب غذا در زندان ترکیه جان خود را از دست داد. تیمتیک که نسبت به حکم ۱۳ سال و ۶ ماه حبس صادر شده از سوی دادگاه به اتهام عضویت در جبهه آزادی‌بخش انقلابی خلق (د.ه.ک.پ-ج) اعتراض کرده و با درخواست دادرسی عادلانه دست به اعتصاب غذا زده بود، بامداد روز ۲۷ اوت ۲۰۲۰ جان خود را از دست داده و پس از انتقال به پزشک قانونی ینی بوسنا استانبول، روز شنبه ۲۹ اوت ۲۰۲۰ در محله غازی استانبول به خاک سپرده شد.